# Luzula crenulata
Luzula crenulata är en tågväxtart som beskrevs av Franz Georg Philipp Buchenau. Luzula crenulata ingår i Frylesläktet som ingår i familjen tågväxter. Inga underarter finns listade i Catalogue of Life.